# Paraescalada
A paraescalada é a escalada para atletas com deficiência .
Na paraescalada de competição há um sistema de classificação que define quem é elegível para competir, agrupando atletas com deficiências elegíveis em diferentes classes esportivas. Os atletas são colocados em uma classe esportiva com base no quanto sua deficiência afeta sua capacidade de realizar as atividades fundamentais da paraescalada.
A classificação esportiva para competições diferencia a paraescalada da escalada adaptada em geral. A escalada adaptada está aberta para qualquer pessoa com deficiência, mas nas competições de paraescalada somente as pessoas com deficiências elegíveis, que passaram por classificação médica, podem participar.
Em 2024 a Paraescalada foi anunciada como nova modalidade no programa dos Jogos Paraolímpicos de Los Angeles 2028.

## História
A Federação Internacional de Escalada Esportiva (IFSC) vem organizando competições de paraescalada desde o primeiro evento internacional em 2006 em Ecaterimburgo, na Rússia. O esporte cresceu e um circuito regular foi adicionado ao calendário oficial da IFSC a partir de 2010. Os Campeonatos Mundiais de Paraescalada da IFSC acontecem desde 2011, paralelamente aos Campeonatos Mundiais de Escalada da IFSC, promovendo a paraescalada na mesma competição que a escalada para atletas sem deficiência. 
Em janeiro de 2017 o Comitê Paralímpico Internacional (IPC) concedeu à IFSC o status de “Federação Internacional Reconhecida”.

## História da Paraescalada brasileira
O primeiro campeonato brasileiro de paraescalada foi realizado em 2012. No mesmo ano, o atleta brasileiro Raphael Nishimura conquistou a primeira medalha brasileira em competições mundiais de paraescalada ou escalada organizadas pela IFSC, conquistando o segundo lugar no Campeonato Mundial de Paraescalada em Paris, França, em sua primeira participação em campeonatos internacionais. Em 2014, em sua segunda participação, Raphael conquistou o quarto lugar no Campeonato Mundial de Paraescalada em Gijón, Espanha.
A primeira participação feminina de uma atleta brasileira de paraescalada em competições mundiais ocorreu em 2022, na Copa do Mundo de Paraescalada de Salt Lake City, nos EUA, onde a atleta Marina Dias (classe RP3) conquistou a primeira medalha de ouro da paraescalada brasileira. Marina continuou participando de Copas do Mundo, tendo conquistado três medalhas de Ouro e duas de Bronze em 2022 e 2023, onde foi a única mulher latinoamericana em todas as competições. 
No Campeonato Mundial de Paraescalada em 2023, realizado em Bern, Suíça, o Brasil esteve representado pela primeira vez com um time composto pelos(as) atletas Marina Dias, Leonardo Vilha (classe AU3) e Luciano Frazão (classe AL2), acompanhados pelo técnico Andrew Oliveira e pelo chefe de delegação Raphael Nishimura. Marina Dias conquistou o título de Campeã Mundial de Paraescalada, inédito para o Brasil. Luciano conquistou o 16º lugar e Leonardo, o 11º. 
Em 2024, os(as) atletas Marina Dias e Igor Mesquista (classe RP3) também participaram da Copa do Mundo de Salt Lake City, nos EUA, conquistando respectivamente o segundo e terceiro lugares. Foi a primeira competição mundial de paraescalada em que dois atletas brasileiros conquistaram medalhas.
Os campeonatos brasileiros de paraescalada acontecem todos os anos sob organização da Confederação Brasileira de Paraescalada (CBEscalada), antiga Associação Brasileira de Paraescalada (ABEE). Com a inclusão da Paraescalada no programa dos Jogos Paralímpicos de Los Angeles, 2028, a CBEscalada anunciou o seu reconhecimento pelo Comitê Paralímpico Brasileiro.

## Desenvolvimento
Em outubro de 2018, a IFSC anunciou um plano para desenvolver a paraescalada. [1] O Plano Estratégico da IFSC 2020-2028 incluiu metas para "profissionalizar a paraescalada para atender aos padrões do Comitê Paralímpico Internacional e visar sua inclusão em futuras edições dos Jogos Paralímpicos, a partir de Los Angeles 2028."
Em 2023 foram realizadas três Copas do Mundo de Paraescalada (Innsbruck na Áustria, em Villars na Suíça e em Salt Lake City nos Estados Unidos), além do Campeonato Mundial (realizado em Berna, Suíça). Os campeonatos mundiais ocorrem uma vez a cada dois anos, enquanto que etapas das Copas do Mundo de Paraescalada ocorrem algumas vezes por ano.

## Formatos de competição
Na escalada de competição, existem três formatos de escalada: guiada (também chamada de dificuldade), velocidade e boulder. A paraescalada de competição ocorre no formato de top-rope, onde a corda já está fixada em um ponto acima dos atletas, garantindo maior segurança já que atletas com deficiência nem sempre conseguem guiar ("costurando" a corda) em segurança.
Nas competições, a classificação é baseada na posição que os atletas alcançam durante a escalada: quanto mais alto, maior a pontuação. Os atletas tentam escalar rotas desconhecidas, com o objetivo de chegar no topo. No caso de empate, o primeiro critério de desempate é a colocação na etapa anterior (se houver), e o segundo é o tempo que o atleta levou para escalar.

## Participação e classificação
Diferentes deficiências são elegíveis na Paraescalada de competição, incluindo escaladores com deficiência visual, escaladores com diferenças nos membros e aqueles com comprometimento neurológico ou dificuldades de mobilidade.
Para garantir uma competição o mais justa possível, os atletas são classificados em classes esportivas para competir contra aqueles com nível de deficiência semelhante. No sistema atual de classificação da IFSC, existem 10 classes esportivas diferentes:
- Pessoas com deficiência visual (B1, B2, B3)
- Pessoas com amputação ou comprometimento de membros superiores (AU2, AU3) ou inferiores (AL1, AL2)
- Pessoas com comprometimento de força, alcance, ou coordenação (RP1, RP2, RP3).

Na temporada 2022-2023, a classe AU1, para atletas com comprometimento total de um braço, foi permanentemente combinada com RP1, e uma nova classe de diferença de membro superior do braço foi adicionada, a classe AU3. Nesta classe estão os atletas com diferenças nos membros entre o punho e as pontas dos dedos, com um comprometimento mínimo de 6 articulações dos dedos nas mãos. Antes da criação desta classe desportiva, atletas da classe AU3 eram classificados como RP3.
Os números indicam o nível de comprometimento, sendo 1 o de maior comprometimento e o 3, o de menor comprometimento.
Antes de um evento oficial da IFSC (Copa do Mundo ou Campeonato Mundial), há uma sessão de avaliação para quem necessita de classificação. Nesta sessão de avaliação, os classificadores fazem uma avaliação física do atleta para determinar em que classe esportiva ele está elegível a competir. A documentação médica é previamente verificada pelos classificadores.
Segundo as regras da IFSC, em cada competição mundial é necessário ter um número mínimo de atletas de diferentes países para que a classe esportiva seja contemplada na competição. Caso o número de atletas seja inferior ao determinado na regra, as classes podem ser mescladas